# فيليب تيسون
فيليب تيسون (1 مارس 1928 - 1 فبراير 2023)، هو صحفي فرنسي وكاتب عمود، تلفزيوني، ركز بشكل أساسي على المسرح. في عام 1974 أسس صحيفة «Le Quotidien de Paris» والتي كان مالكها ومدير نشرها حتى عام 1994. وكان أيضًا مالكًا لدار النشر «L'Avant-scène [الإنجليزية]» و Théâtre de Poche-Montparnasse [الإنجليزية] في باريس. وهو والد الكاتب والرحالة سيلفان تيسون.

## وصلات خارجية
فيليب تيسون على موقع IMDb (الإنجليزية)
- فيليب تيسون على موقع قاعدة بيانات الفيلم (الإنجليزية)